# Kastell Cornacum
Das Kastell Cornacum war ein römisches Militärlager, dessen Besatzung für Sicherungs- und Überwachungsaufgaben am Limes Pannonicus zuständig war. Die Donau bildete hier in weiten Abschnitten die römische Reichsgrenze. Die archäologisch weitgehend unbekannte Fortifikation befinden sich höchstwahrscheinlich auf einem hart an dem Fluss gelegenen Hügel, der zur Gemarkung der Ortschaft Sotin in der Gespanschaft Vukovar-Syrmien in Kroatien gehört.

## Lage

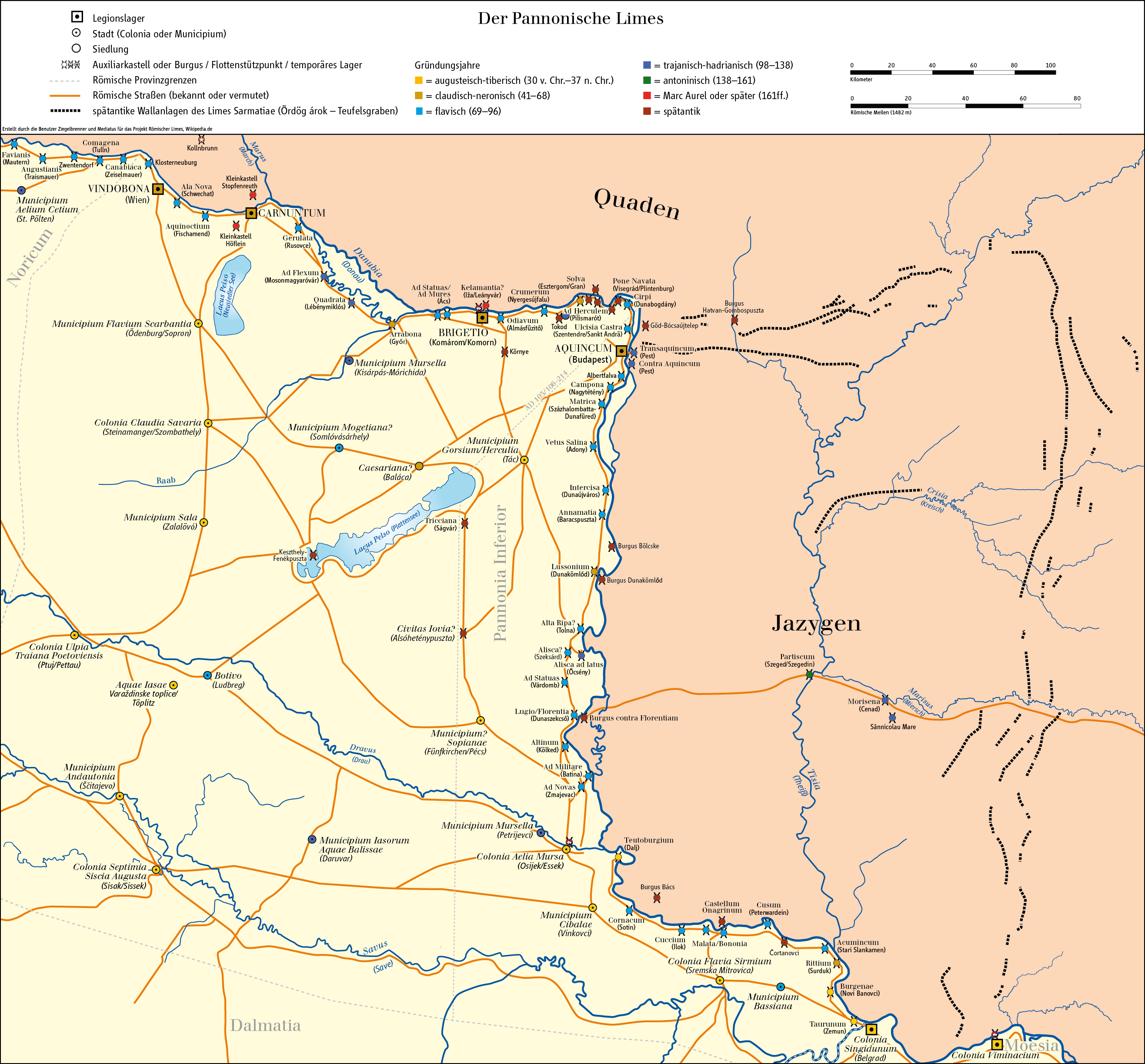
Die Lage des Kastells am pannonischen Limes.

Die frühesten Siedlungsspuren im Umfeld von Sotin stammen aus dem Neolithikum. Das Zentrum des antiken Cornacum mit dem Kastell wird aufgrund der zahlreichen Kleinfunde und Hinweise, die bei Feldbegehungen gewonnen werden konnten, auf dem die Umgebung überragenden Popino-Hügel (deutsch: Priesterhügel), einer aus Tonsandstein (Löss) bestehenden Erhebung unmittelbar über der Donau, angenommen. Dort erhebt sich heute die katholische Pfarrkirche der Seligen Jungfrau Maria. Die rund zwei Hektar große Hügelkuppe selber stellt sich als ein zur nordöstlich vorbeifließenden Donau seitlich abgeschnittenes Rund dar, dessen Nordflanke in ein von Bächen gebildetes, tief eingeschnittenes kleines Tal abfällt, das in den Fluss mündet. Auch an den anderen Seiten bilden Gräben und Hohlwege ein natürliches Hindernis, so dass der Zugang nur von Süden möglich ist. Nach Westen, Süden und Südosten sowie über die Donau hinweg in das Barbaricum hinein ist das Land topographisch relativ flach und gut überschaubar. Nur nach Nordwesten – der Donau entlang – gibt es einen stark ausgeprägten steil zum Fluss abfallenden Lösshang.
Cornacum (Κόρνακον) gibt Claudius Ptolemäus im 2. Jahrhundert n. Chr. zwischen dem nördlicher gelegenen niederpannonischen Teutoburgium und dem mösischen Kastellplatz Acumincum an. Nach dem Itinerarium Antonini, einem Reichsstraßenverzeichnis aus dem 3. Jahrhundert n. Chr., ist Cornacum 16 römische Meilen von Teutoburgium und 13 Meilen von dem südlicheren Garnisonsort Cuccium entfernt. Entsprechend findet sich der Ort auch in der Notitia dignitatum, einem spätantiken Staatshandbuch aus der ersten Hälfte des 5. Jahrhunderts.

## Name
Das latinisierte Ethnonym Cornacates, das die hier während der römischen Okkupationszeit lebende Bevölkerung erhielt, wurde nach Meinung des Archäologen András Mócsy (1929–1987) offenbar aus dem Ortsnamen Cornacum abgeleitet und bezeichnete eine von den Römern organisierte Gruppierung. Das Territorium der von dieser Gruppe bewohnten Civitas peregrina wurde von Mócsy durch zwei Festlegungen bestimmt. Zum einen durch das Fragment eines Militärdiploms, das bei Sirmium, der Hauptstadt von Unterpannonien entdeckt wurde und das im Mai 1896 von einem Fischer in der Nähe von Bela Crkva aus der Save gezogen wurde, zum anderen durch die Lokalisierung des antiken Ortes selbst. Das Diplom, das in der Save aufgefunden wurde, stammt aus der Zeit vor dem 13. Februar 54 n. Chr. und bezeugt die 2. teilberittene Kohorte der Spanier (hier als: cohort(is) II Hispanorum) unter dem Kommando des Caius Cavarius Priscus. Die Ehe des ehrenvoll entlassenen Reiters Dasens, Sohn des Dasmenus aus der Gemeinde Cornac(ati) und seiner Frau Iora(?), die Tochter des Prososius, wurde mit dieser Entlassungsurkunde genauso legitimiert, wie ihr Sohn Emeritus und ihre Töchter Turuna und Emerita. Mócsy verortet die Civitas der Cornacates demnach zwischen Donau und Save und östlich der Gebiete der Breuker und Andizetes.
Bei Plinius dem Älteren (23/24–79), der ohne Lokalisierung als einziger antiker Autor den Stammesnamen nennt, findet sich noch die ursprüngliche keltische Bezeichnung mit a-Vokalismus als Carnacates. Die wahrscheinlich noch am Anfang des 2. Jahrhunderts ephigraphisch belegte Civitas der Cornacates wurde nach der unter Kaiser Hadrian (117–138) erfolgten Erhebung der Colonia Aurelia Cibalae zum Municipium dorthin integriert.

## Forschungs- und Baugeschichte
Als römischer Garnisonsort war Sotin schon lange in der wissenschaftlichen Diskussion. Die Archaeologisch-epigraphischen Mittheilungen aus Österreich-Ungarn berichten 1880 von den Funden aus Sotin: „... gewaltige Kalksteinblöcke, die in der Architektur ihren Platz gefunden hatten, sehr feiner Stucküberzug, Gefässschalen, Münzen, Ziegel und Kleinigkeiten treten häufig zu Tage. Es ist nicht unwahrscheinlich, dass hier das antike Cornacum gelegen habe.“
Der Popino-Hügel birgt Kulturschichten von der Urgeschichte über die Römerzeit bis zum Mittelalter. Trotzdem blieben systematische Forschungen im 20. Jahrhundert mit Ausnahme einiger Notgrabungen aus. Die erste bedeutende Probegrabung in Sotin fand unter der Leitung der Archäologin Daria Ložnjak Dizdar mit Assistenz ihres Kollegen Mato Ilkić im Spätherbst 2008 auf der Gemarkung Srednje polje statt. Hier wurden vor allem prähistorische und frühmittelalterliche Befunde beobachtet.
Das Auxiliarkastell konnte zwar höchstwahrscheinlich auf dem Popino-Hügel lokalisiert werden, doch sind seine Ausmaße unbekannt. Insgesamt sind bisher nur sehr geringe Befunde gesichert worden, die auf den im 1. Jahrhundert n. Chr. errichteten Garnisonsort mit seiner Zivilsiedlung, dem Vicus, hinweisen. Es ist vorstellbar, dass die Fortifikation in Analogie zu der Entwicklung anderer Kastellorte am pannonischen Limes zunächst als Holz-Erde-Lager entstand und im 2. Jahrhundert in Steinbauweise erneuert wurde. Gleichfalls wird es, wie sich anderorts feststellen ließ, kriegerische Zerstörungen, Wiederaufbauten und Umbauten gegeben haben. Das Militärbad, das zur Standardausstattung aller festen Militärstandorte an den römischen Reichsgrenzen gehörte, wurde bisher noch nicht entdeckt.
Ohne noch ausstehende großräumige Ausgrabungen wird es nicht möglich sein, auch nur die wichtigsten Fragen rund um Cornacum zu beantworten. So ist es bisher unmöglich, die militärischen und zivilen Zonen voneinander zu trennen und die verschiedene zeitliche Bauperioden zu unterscheiden.

## Truppe
| Zeitstellung                | Truppenname                                                   | Bemerkung |
| --------------------------- | ------------------------------------------------------------- | --- |
| Ende 1. Jahrhundert n. Chr. | Ala I Civium Romanorum ?                                      | Für die domitianische Ära nahm der Limesforscher Zsolt Visy mit Berufung auf den Epigraphiker Barnabás Lőrincz (1951–2012) das Erste Reiterregiment römischen Bürgerrechts an. Die Truppe wurden anschließend in den Dakerkriegen (101/102 und 105/106) eingesetzt. Anschließend bezog sie dort kurzfristig als Besatzungstruppe Quartier. Nach ihrer Rückführung in die römische Provinz Pannonia (Pannonien) – wohl in den Jahren 113/114 – ist die Einheit wieder in Pannonia inferior (Niederpannonien) anzutreffen und kam wahrscheinlich im Kastell Rittium in Garnison. Zwischen 118/119 bis 138 lässt sich ihr damaliger Garnisonsort in Niederpannonien noch nicht nachweisen, es könnte sich jedoch um Burgenae gehandelt haben. Anschließend war sie bis 176 im Kastell Intercisa. Von Intercisa aus kam die Ala möglicherweise nach Őcsény-Szigetpuszta und blieb dort bis um 200. In der Folge kam die Ala um 200 nach Teutoburgium. 252 nahm die Truppe am Perserkrieg des Kaisers Trebonianus Gallus teil. |
| 2. Jahrhundert n. Chr.      | Cohors I Montanorum ?                                         | Der Ala I civium Romanorum könnte mutmaßlich die 1. Kohorte der Bergbewohner gefolgt sein. |
| 3. Jahrhundert n. Chr.      | Cohors II Aurelia Dacorum Antoniniana                         | Auf fast der Hälfte der bis 2005 in Sotin geborgenen Ziegelstempel erscheint die stets im Relief gehaltene Marke C II AVR D ANT. Die Abkürzung steht für die C(ohors) II Aur(elia) D(acorum) Ant(oniniana) (2. aurelianische Kohorte der Daker, die Antoninianische). Die Stempel wurden bisher an keinem einzigen anderen Garnisonsort des pannonischen Limes gefunden und belegen die Stationierung dieser Formation in Cornacum, wo sie schon von den Archäologen Aladár Radnoti (1913–1972) und László Barkóczi verortet wurde. Der Archäologe Mato Ilkić ging davon aus, dass der Zeitpunkt der Ankunft dieser Kohorte während der Regierungsjahre der Kaiser Caracalla (211–217) oder Elagabal (218–222) lag. Neben den Ziegelstempeln wurden 2006 auch zwei bisher unveröffentlichte Bleiplomben aus Sotin mit dem Namen der Truppe bekannt. |
| 4./5. Jahrhundert n. Chr.   | Equites Dalmatae, Cuneus equitum scutariorum, Equites promoti | Wie die Notitia Dignitatum berichtet, lag während der Spätantike zunächst eine berittene Einheit der dalmatinischen Reiter im Kastell, gefolgt von den berittenen Schildträger. Zuletzt war hier mit den Equites promoti eine weitere Reitereinheit kaserniert. |

## Weitere wichtige Funde

### Militaria
Aus Cornacum stammen einige bemerkenswerte Militariafunde, darunter Waffen, Teile eines Schuppenpanzers sowie das zu einem Maskenhelm gehörende Gesichtsvisier das im 2./3. Jahrhundert n. Chr. entstand. Zudem wurden in Sotin Einzelteile eines Pferdegeschirrs geborgen, das in das 1. nachchristliche Jahrhundert datiert wird. Der kavalleristische Charakter dieser Fundobjekte verweist auf die Ausstattung dort stationierte Einheiten.
Zum Fundgut gehören auch zwei heute in Zagreb aufbewahrte Münzen der Legio XV Apollinaris.

### Militärdiplom
Auf dem Popino-Hügel wurde 2001 in der Nähe der Pfarrkirche eine 2009 von Ilkić veröffentlichte Bürgerrechtskonstitution gefunden, die am 6. Dezember 157 für den Infanteristen ([ped]ite) Valerius, Sohn des Marcus Frontonus, ausgestellt wurde. Dieser stammte aus Anazarbos im kleinasiatischen Kilikien. Die zufällig beim Pflügen aus dem Boden gekommene fragmentierte Bronzeurkunde, welche beim Reinigen durch einen Konservator weitere kleinere Schäden erlitt, ist heute in Privatbesitz. Sie enthält nicht nur alle damals in Unterpannonien stationierten Truppenverbände, sondern auch den Namen des damaligen Statthalters und zwei bis zu diesem Zeitpunkt unbekannte Konsuln. In Kroatien waren Militärdiplome noch im frühen 21. Jahrhundert ziemlich seltene Funde. Bei den Namen der bisher unbekannten Konsuln, die nur in Bruchstücken erhalten sind, handelt es sich um Q(uinto) V[---] Su[---]cio und Q[uinto] [---(ab?)]ino.

### Ziegelstempel
Bis 2005 wurden insgesamt 59 Ziegelstempel in und um Sotin gefunden. Von der Gesamtzahl dieser Stempel stammten 56 Prozent aus dem Areal des Popino-Hügels. Außer den bereits näher genannten Stempeln sind noch weitere Marken hier gefunden worden, welche von Verbänden stammen, die sicher nicht zu den in Cornacum stationierten Truppen gehört haben.

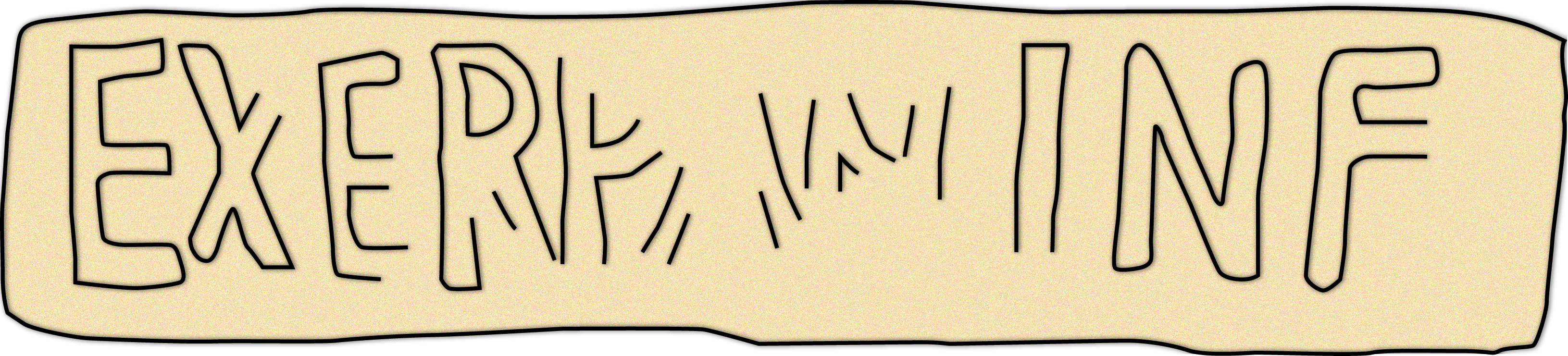
Einer der in Sotin aufgelesenen Ziegelstempel des EXER(citus) PAN(noniae) INF(erioris).

Neun der bis 2005 bekannten Stempel waren mit der Marke EXER PAN INF (Exercitus Pannoniae Inferioris – Niederpannonisches Heer) versehen und zeigten trotz des immer gleichen Reliefstempels deutliche Unterschiede in der Art des Materials, aus dem sie hergestellt wurden. Die Ziegel entstanden während oder nach der Regierungszeit des Kaisers Trajan (98–117), da erst in dieser Zeit die niederpannonische Provinz gegründet wurde.
Wie der Archäologe János Szilágyi (1907–1988), der sich mit Ziegelstempeln intensiv beschäftigt hat, bemerkte, stammt aus Sotin auch ein singulärer Stempel der unter dem Kaiser Diokletian (284–305) aufgestellten Legio I Noricorum (Erste Legion der Noriker), dessen genauer Fundort allerdings unbekannt ist. Die Verhandlung eines in der Provinz Noricum hergestellten Ziegels nach Niederpannonien kann mit Hilfsleistungen und regen Beziehungen zwischen den Truppenverbänden in den verschiedenen Donauprovinzen begründet werden. Der Stempel trägt die Inschrift FIGVLINAS IVENSIANAS L [EG I NOR].
Auch die diokletianische Legio VI Herculia, welche ein für diese Truppe sehr frühes epigraphisches Zeugnis in Form einer Bauinschrift aus dem Jahr 307 n. Chr. im Kastell Ad Militare hinterließ, ist in Cornacum durch Stempel vertreten. Der ungarische Historiker Péter Kovács stellte die Überlegung auf, dass aufgrund der Inschrift aus Ad Militare dort möglicherweise auch deren erster Garnisonsort zu suchen ist. Die Formenvielfalt der mit LVI HR C X abgekürzten Legionsstempel zeugt von verschiedenen spätantiken Zeiträumen, in denen die einzelnen Ziegelkontingente nach Sotin kamen. Sie spiegeln auch die Spätphase der römischen Präsenz in Pannonien wider. Ein Großteil dieser Legionsziegel kam im Umfeld der Pfarrkirche auf dem Hügel zu Tage, was einen weiteren Hinweis auf die Position des Kastells gibt.

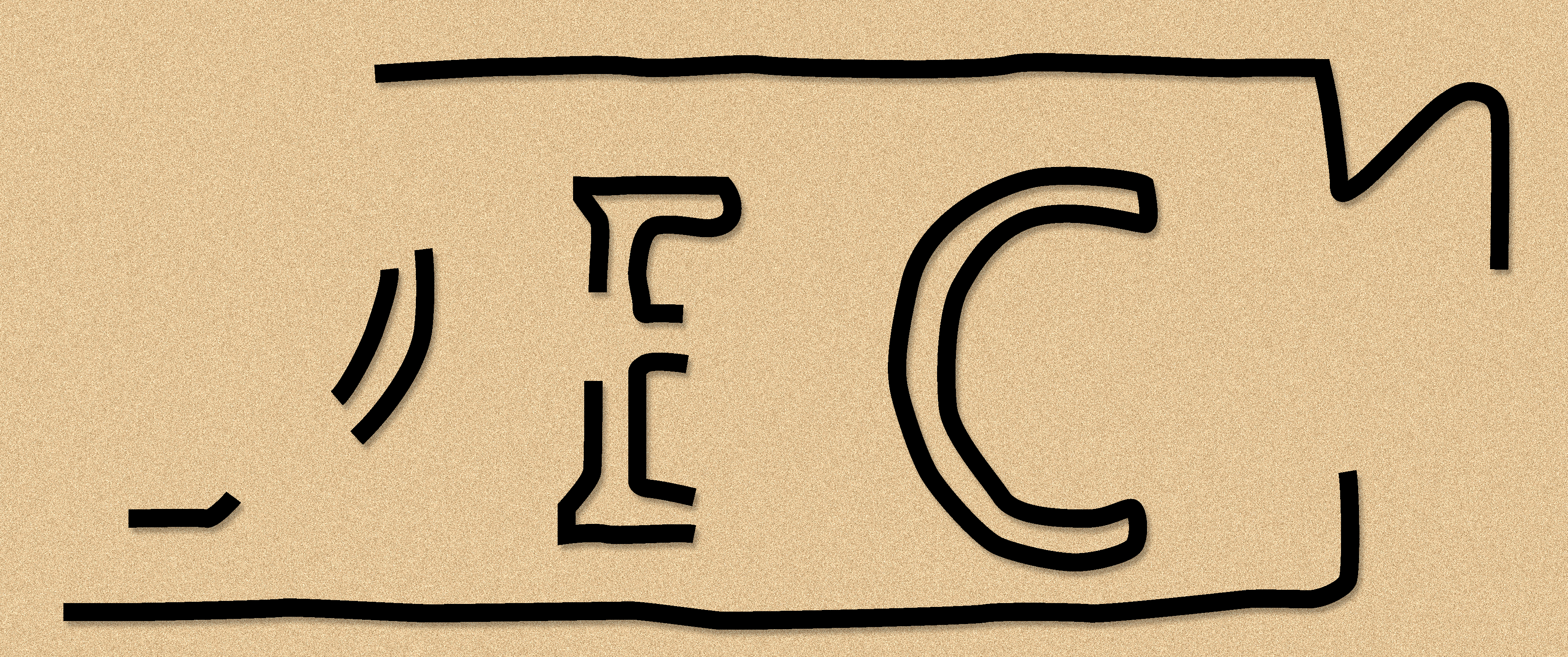
Einer der im Uferbereich der Donau an der Vrućak-Quelle gefundener Stempel mit dem Kürzel DEC(urionum).

Ein Stempeltyp zeigte die Form einer Tabula ansata, in der das Kürzel  DEC stand. Auch aus Cibalae (Vinkovci) sind diese Stempel bekannt. Aufgelöst bedeutet die Abkürzung DEC(urionum) und steht in diesem Fall für den Stadtrat von Cibalae, der diese Ziegel herstellen ließ. Dies sind die einzigen bekannten Ziegel, welche in Cornacum nicht aus einer militärischen Produktionsstätte stammen.

### Münzhort
Im Jahre 1937 fand sich beim Pflügen für die Wintersaat in der Nähe von Cornacum ein Hortfund, der aus 1939 Silbermünzen sowie einem As bestand. Die Prägungen waren in einem Gefäß aus dünnem Bronzeblech deponiert und wurden mit Ausnahme von wenigen Stücken, die der Finder verschenkt hatte, vom Kunsthistorischen Museum in Wien angekauft. Auf den frühen Münzen fand sich eine Vielzahl von Prüfzeichen. Die jüngste Münze aus diesem Hort ist eine Münze für Faustina die Jüngere, die zwischen 161 und 176 n. Chr. geprägt wurde. Die früheste genau datierbare Münze war eine Prägung Mark Aurels aus dem Jahr 166 n. Chr. Als Datum für die Niederlegung dieses Funde wurden von den Archäologen Josef Brunšmid (1858–1929) und Jahrzehnte später von Ivan Mirnik die Jahre 166/167 n. Chr. vorgeschlagen.

### Steindenkmäler
Bisher wurden nur sehr wenige Steindenkmäler aus Cornacum bekannt. Dazu gehört der aus Kalkstein gehauene Grabstein des Marcus Domitius, dem Sohn des Marcus aus der bedeutenden Grenzstadt Viminatium in der Provinz Moesia superior (Obermösien), der in der dort stationierten Legio VII Claudia 17 Jahre gedient hatte. Ein Großteil der Inschrift wurde für eine sekundäre Verwendung zerstört.
Ein 1906 an der damaligen Schule geborgener Weihealtar aus Sandstein, der dem Liber Pater als Gott des Weinbaus gewidmet war, wurde von Caius Antonius Sabinus, einem Beneficiarius consularis, in Erfüllung eines Gelübdes geweiht.
Einen weiteren Votivaltar, der unmittelbar vom Popino-Hügel stammte, hatte eine Infanterieeinheit gestiftet.

### Bleiplomben
Aus dem reichen Fundmaterial an Bleiplomben werden neben jenen der bereits genannten Cohors II Aurelia Dacorum Antoniniana hier nur einige herausgegriffen. Der Typus einer runden Plombe zeigte die in der Seitenansicht wiedergegebene Büste des Kaisers Constantius II. (337–360) mit einem Diadem. Von der Umschriftung blieb [D N CONS]TAN-TIV[S P F AV]G lesbar erhalten. Auch spätantike Typen mit dem Christusmonogramm PAX und mit der Menora gehören zu den meist im Umfeld oder am Popino-Hügel aus dem Boden gekommenen Stücken. Es fanden sich neben Herrscherbildnissen unter anderem auch Plomben mit den Abbildungen römischer Götter und Tieren (Biene, Ziege, evtl. Löwe) Ilkić ging davon aus, dass zumindest die Bleiplomben, welche Kaiserbildnisse und militärische Themen zeigen, mit dem angelieferten Truppensold zusammenhängen könnten. Die Plomben mit dem siebenarmigen Leuchter hingegen gehören sicher in einen jüdischen Kontext, lassen sich aber nicht ohne weiteres erklären.

## Fundverbleib
Funde aus Cornacum befinden sich heute im Museum Carnuntinum im niederösterreichischen Bad Deutsch-Altenburg, im Archäologischen Museum von Zagreb sowie im Stadtmuseum von Vukovar.

## Denkmalschutz
Archäologische Funde und Stätten sowie archäologische Zonen, Landschaften und Teile davon sind Kulturgüter der Republik Kroatien und genießen besonderen Schutz. Zuständig ist die Kroatische Verwaltungsbehörde für Denkmalschutz im Ministerium für Kultur in Zagreb. Den Schutz regelt das auf Artikel 89 der kroatischen Verfassung erlassene Gesetz Nr. 01-081-99-1280/2 vom 18. Juni 1999 mit seinen nachfolgenden Ergänzungen und Änderungen. Beschädigung, Zerstörung und der Diebstahl von Kulturgütern ist sofort, aber spätestens am nächsten Tag der zuständigen Behörde zu melden. Unangemeldete Grabungen sind verboten, Verstöße gegen die Ausfuhrregelungen werden im schwersten Fall als Verbrechen, im leichtesten Fall als Vergehen im Sinne der kroatischen Gesetzgebung gerichtlich geahndet.